# Chhota Gobindpur
Chhota Gobindpur là một census town ở quận Purbi Singhbhum ở bang Jharkhand, Ấn Độ.

## Dân số
Theo cuộc điều tra dân số năm 2001 của Ấn Độ,India Chhota Gobindpur có một dân số 24.751 người. Nam giới chiếm 53% dân số và nữ giới chiếm 47% dân số. Chhota Gobindpur có một tỷ lệ biết chữ là 76%, cao hơn mức trung bình của quốc gia là 59,5%; với 82% đàn ông biết chữ và 69% phụ nữ biết chữ. 12% dân số dưới 6 tuổi.